# 东风汽车集团股份有限公司

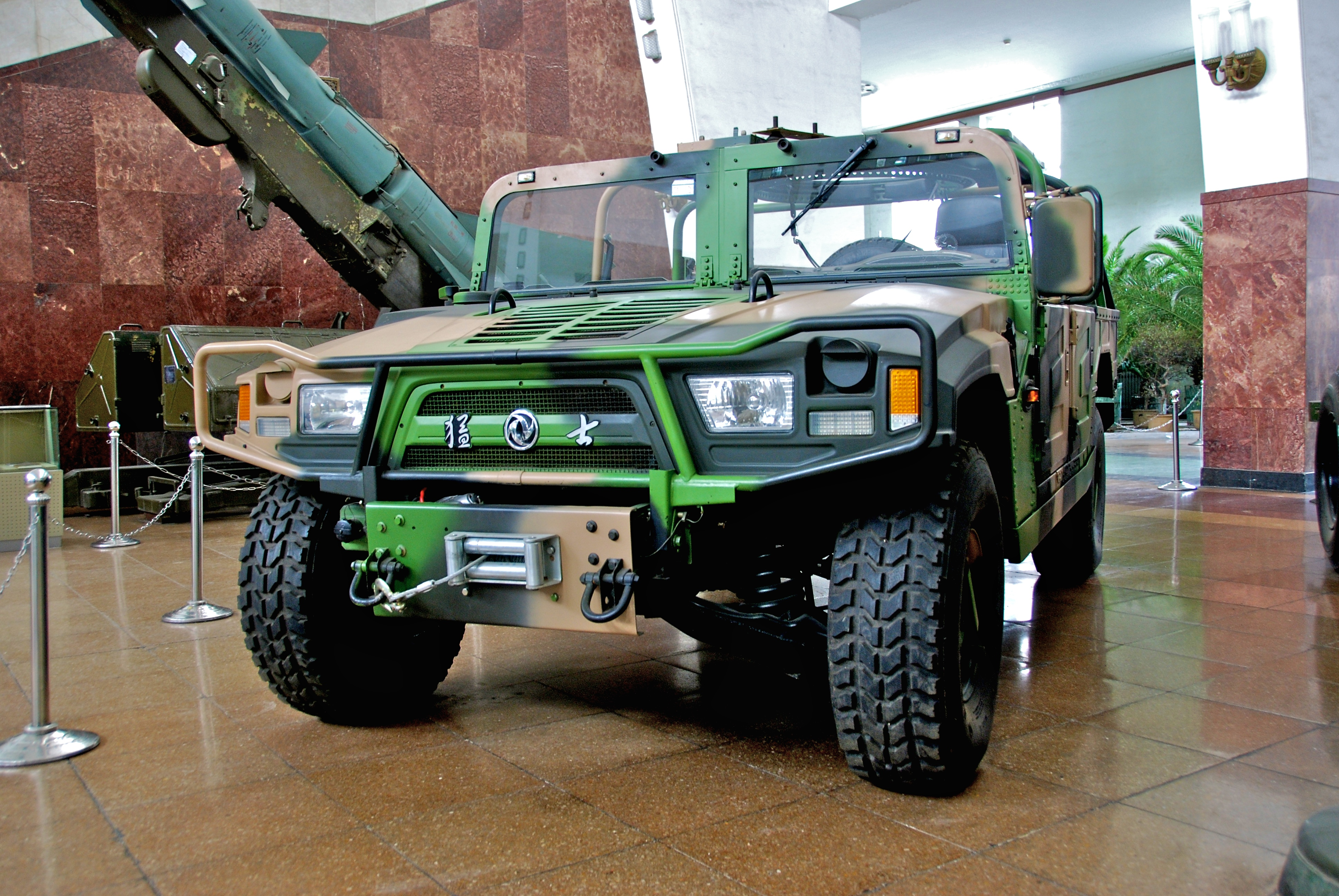
東風猛士軍用卡車

東風汽車集團股份有限公司 (港交所：0489)，簡稱東風集團，是一家在香港交易所上市的中資國營公司，恆生中國企業指數之成份股。
東風汽車集團主要業務是生產、進口、出口、銷售、商用車及乘用車融資、保險和二手車業務等。東風汽車集團在中華人民共和國註冊，母公司是東風汽車公司，董事長為徐平。註冊會計師是安永會計師事務所。

## 歷史
東風汽車集團的註冊辦事處在中國湖北省武漢市武漢經濟技術開發區東風大道1號。香港總部在香港皇后大道東1號太古廣場三座28樓。
2005年12月在香港上市，純利為人民幣 1,747,000,000 。
東風汽車集團之品牌是Dongfeng，在香港的大貨車也是由此公司出品。
2012年10月22日與德國變速箱製造商公司格特拉克（Getrag）在內地合組合營公司，專營汽車波箱及其零件研發、製造、組裝及銷售，並提供售後服務。合營公司投資總額1.2億歐元（約12.14億港元），註冊資本4000萬歐元（約4.05億港元），兩公司各支付一半，持股亦各為50%。
東風汽車集團股份有限公司和瑞典汽車生產商富豪集團（Volvo AB）2013年1月26日在北京簽約，雙方將成立新的合資公司「東風商用車公司」，主打中重型卡車。東風集團與富豪集團的持股比例分別為55%和45%。富豪集團將投資56億元人民幣，而東風集團將會從它與日產汽車公司合資組建的東風汽車有限公司回購中重型商用車業務和資產，將當中的絕大部分轉移至新成立的「東風商用車公司」。
2013年1月27日東風汽車集團以總價約117.13億元人民幣向持五成股權的子公司東風汽車有限公司購入商用車等業務的東風汽車有限公司是東風汽車集團與日產汽車的合營公司，分別各佔50%股權。同時公司並將商用車公司45%的股權，轉讓予富豪集團，作價56.08億元。
2013年12月5日東風集團宣布，已獲發改委批准與法國雷諾汽車公司（Renault S.A.）重組三江雷諾汽車，專案建設規模為年產15萬輛多用途乘用車及配套發動機。與此同時，董事會批准與雷諾的合資經營合同，組建合資公司「東風雷諾」，註冊資本約47.06億元（人民幣．下同），總投資額為77.556億元，雙方各持有五成股權。通告表示，經過工商變更程式，三江雷諾變更為東風雷諾，東風集團持有55%股權，雷諾則持有45%股權，作為雙方組建合資公司的過渡期。按照約定，雙方將對東風雷諾增資，最終形成各佔五成股權的合資公司。
2014年2月19日東風集團向標緻雪鐵龍注資8億歐元，換取對方14%股權，作為車廠拯救方案的一部份。
2015年1月26日東風汽車集團與瑞典富豪集團（Volvo AB）宣佈雙方合資92億元（人民幣，下同）組建的商用車合資企業東風商用車公司正式投入運行，富豪集團將向新合資公司注入全球領先的重卡生產技術，東風汽車集團持55%股權，沃爾沃持45%股權。

## 外部連結
- 東風汽車集團股份有限公司